# N303 (Frankrijk)
De N303 of Route nationale 303 is een voormalige nationale weg in Frankrijk. De weg liep van de Porte de Charenton in de Boulevard Périphérique in Parijs via Joinville-le-Pont en Noisy-le-Grand naar Crécy-la-Chapelle en was 33 kilometer lang.

## Geschiedenis
De N303 werd in 1933 gecreëerd, als onderdeel van de tweede ring van radiale wegen vanaf Parijs. De weg liep van de Porte de Charenton in de Boulevard Périphérique in Parijs via Joinville-le-Pont en Noisy-le-Grand naar Crécy-la-Chapelle en was 33 kilometer lang. In 1949 werd het deel tussen Parijs en Joinville-le-Pont onderdeel van de N4. Dit is tegenwoordig de D4 en D6.

### Declassificaties
Door de aanleg van de parallelle autosnelweg A4 nam het belang van de N303 sterk af. Daarom werd in 1973 het deel tussen Noisy-le-Grand en Crécy-la-Chapelle overgedragen aan het departement Seine-et-Marne. Dit deel kreeg het nummer D406. De N303 was toen nog maar 8 kilometer lang.
In 2006 volgde het laatst overgebleven deel. Dit werd overgedragen aan de departementen Val-de-Marne en Seine-Saint-Denis. In Val-de-Marne is de weg toen omgenummerd naar D3 en D203. Seine-Saint-Denis weigert echter om de weg een nieuw nummer te geven, waardoor de weg nog steeds als route nationale wordt aangegeven (RNIL 303).
N1 · N2 · N3 · N4 · N5 · N6 · N7 · N9 · N10 · N11 · N12 · N13 · N14 · N15 · N17 · N19 · N19J · N20 · N21 · N22 · N24 · N25 · N27 · N28 · N31 · N33 · N34 · N36 · N37 · N41 · N42 · N43 · N44 · N47 · N49 · N51 · N52 · N57 · N58 · N59 · N61 · N61A · N65 · N66 · N67 · N70 · N77 · N79 · N80 · N82 · N83 · N85 · N86 · N87 · N88 · N89 · N90 · N94 · N98 · N100 · N102 · N104 · N105 · N106 · N109 · N112 · N113 · N116 · N118 · N118A · N118B · N122 · N123 · N124 · N125 · N126 · N129 · N134 · N135 · N136 · N137 · N138 · N141 · N142 · N145 · N147 · N149 · N150 · N151 · N154 · N157 · N158 · N159 · N162 · N164 · N165 · N166 · N171 · N174 · N175 · N176 · N182 · N184 · N186 · N186A · N186B · N188 · N191 · N192 · N201 · N202 · N205 · N209 · N216 · N221 · N224 · N225 · N227 · N230 · N237 · N244 · N248 · N249 · N250 · N254 · N265 · N274 · N282 · N296 · N301 · N303 · N306 · N314 · N315 · N316 · N320 · N324 · N330 · N337 · N338 · N346 · N353 · N356 · N363 · N385 · N388 · N401 · N406 · N410 · N416 · N425 · N431 · N440 · N441 · N444 · N446 · N449 · N481 · N486 · N488 · N489 · N520 · N524 · N532 · N537 · N542 · N543 · N568 · N569 · N572 · N580 · N814 · N844 · N1007 · N1012 · N1013 · N1014 · N1019 · N1021 · N1029 · N1031 · N1043 · N1050 · N1075 · N1083 · N1104 · N1113 · N1134 · N1135 · N1141 · N1154 · N1338 · N1547 · N1569 · N2028 · N2043 · N2057 · N2162 · N2249